# Maria Josep Escrivà i Vidal
Maria Josep Escrivà i Vidal   (el Grau de Gandia, 10 de març de 1968) és una poeta i narradora valenciana.

## Obres
Obra i activisme cultural
La seva veu poètica oscil·la entre la tensió dialèctica d'un llenguatge destil·lat i un concepte expressionista de la naturalesa de les coses. Això es manifesta en una poesia oberta a la idea de llindar com a eix al voltant del qual giren nocions com el dolor i la seva superació, el desig com a energia primordial o el camí en tant que metàfora essencial d'una existència habitada d'experiències, sempre en equilibri. En un article a Núvol, Francesc Parcerisas afirma:
«Maria Josep Escrivà s'esforça constantment per fer que el seu centre d'intel·lecció, el lloc des del qual considera que pot formular literàriament la distància que hi ha entre la seva experiència del món i de l'emoció damunt el paper, es mantingui agosaradament equilibrat entre la variada i abassegadora riquesa de la realitat i el desencís més eixut o escèptic del pensament.»
En el camp de l'activisme cultural, Maria Josep Escrivà s'ha especialitzat a difondre el fet poètic mitjançant l'organització de recitals i de tertúlies poètiques en espais com el Café Sant Jaume i el Café Malvarrosa en la ciutat de València. Destaca el cicle dedicat a la poeta afganesa Nadià Anjoman; així mateix ha coordinat durant una dècada, des del CEIC Alfons el Vell, l'Homenatge a la Paraula.
És administradora del blog literari Passa la vida

## Llibres publicats
Poesia
- Remor alè, 1993.
- A les palpentes del vidre, 1998.
- Tots els noms de la pena, 2002.
- Flors a casa, 2007.[3]
- Serena barca, 2016.[8]
- Sempre és tard, 2020.[5]
- La casa sota la lluna. Antologia (1992-2022), 2023.

Narrativa
- El curt camí dels anys, 1994.
- Àngels de nata, 2013, (il·lustracions de Maria Alcaraz Frasquet).
- Companys de viatge a 10 de 2, 2015, (obra col·lectiva).
- La follia de viure a Entre dones, 2016, (obra col·lectiva).
- L'Home del Capell de Palla, 2017, (espectacle narratiu, musical i plàstic, que organitza el grup Onades; amb il·lustracions d'Amadeu Vives).
- Tenda d'animals, 2018.

## Premis i reconeixements[9]
- 1992 Premi Senyoriu d'Ausiàs March per Remor alè
- 1997 Premi Marià Manent per A les palpentes del vidre
- 2007 Jocs Florals de Barcelona per Flors a casa[3]
- 2017 Premi de la Crítica dels Escriptors Valencians (en l'apartat de poesia) per Serena Barca[4]
- 2018 Premi Carmesina de narrativa infantil per Tenda d'animals
- 2020 Premi Miquel de Palol de Poesia per Sempre és tard[10]
- 2021 Premi de la Crítica de poesia catalana per  Sempre és tard[11]